# Gerhoh di Reichersberg
Gerhoh di Reichersberg (Polling, 1092/1093 – Reichersberg, 27 giugno 1169) fu un riformatore della Chiesa bavarese, teologo e canonico regolare.

## Biografia
Lo status della famiglia di Gerhoch non è chiaro, ma lui e cinque fratelli di cui si conosce il nome ricevettero un'istruzione sufficiente per entrare nel servizio clericale. Gerhoch studiò presso la scuola cattedrale di Hildesheim e, grazie a questa formazione, riuscì a diventare Scholaster della cattedrale di Augusta intorno al 1117. Dopo una vita ad Augusta apparentemente non priva da peccati, nel 1120 si rifugiò presso i canonici di Rottenbuch. Da allora fu un convinto sostenitore dello stile di vita dei canonici regolari.
Dal 1126 al 1132 rimase sotto la protezione del vescovo Corrado I di Ratisbona nella sua città cattedrale e a Cham. Tuttavia, si attirò l'antipatia del clero di Ratisbona per la sua posizione intransigente sulle questioni della riforma gregoriana e dello stile di vita sacerdotale.
Attraverso la mediazione di Corrado, nel 1132 fu nominato prevosto dell'abbazia di Reichersberg am Inn dall'arcivescovo Corrado I di Salisburgo. Da qui continuò la sua lotta propagandistica per la riforma della Chiesa con un gran numero di scritti. Poiché era filo-papale poco prima della sua morte dovette sopportare che l'imperatore Federico Barbarossa imponesse un bando imperiale al suo monastero nel 1167 e che questo fosse successivamente bruciato.
Gerhoh combatté il clero simoniaco e nicolaita assieme a san Bernardo. Nelle sue opere combatté la moderna teologia francese della scolastica e tracciò un quadro sempre più pessimistico della Chiesa e dei successi dell'Anticristo. Fu avversario di Abelardo e di Gilberto Porretano, di Everardo di Bamberga e di Pietro Lombardo.
Le sue fonti includono Ruperto di Deutz e Ildegarda di Bingen.